# Enrique Bermúdez de la Serna
Enrique Bermúdez de la Serna (Tampico, Tamaulipas, 29 de agosto de 1950), conocido como el «Perro» Bermúdez, es un narrador y comentarista deportivo mexicano, que se desempeñó por muchos años en TUDN, en su antecesor Televisa Deportes y en la cadena estadounidense Univisión Deportes. Inició su carrera en los medios de comunicación en 1976.

## Trayectoria
En 1976 inicia su carrera como narrador de fútbol en Televisa, donde trabajó hasta el 2013, convirtiéndose en el narrador estelar de la empresa en la década de 1990, junto con Raúl Orvañanos. Cubrió doce Copas del Mundo: (Argentina 1978, España 1982, México 1986, Italia 1990, Estados Unidos 1994, Francia 1998, Corea-Japón 2002, Alemania 2006, Sudáfrica 2010, Brasil 2014, Rusia 2018 y Catar 2022), 7 Eurocopas, 7 Copas América, 3 Juegos Olímpicos, 4 mundiales juveniles y 4 Copas Confederaciones. Su último partido narrado en Televisa fue la final de vuelta del Apertura 2013, América vs. León.
En 2014 comenzó su trabajo en la cadena estadounidense de habla hispana Univisión Deportes, donde narró su décima Copa del Mundo en Brasil, además de narrar los partidos de la Liga MX.
En 2018, regresó a Televisa, junto con su compañero de Univisión, Luis Omar Tapia, para narrar los partidos de la selección de México en Rusia 2018.
A partir del 2019, con la fusión de las áreas deportivas de Televisa y Univisión trabaja para la cadena TUDN, donde narra los partidos del América y las Chivas, alternándose entre la señal en México y la de Estados Unidos. El 24 de marzo de 2022, durante la cobertura previa al partido de las eliminatorias mundialistas entre México y Estados Unidos en TUDN, Bermúdez anunció que se retiraría como narrador de partidos y afirmó que la Copa Mundial de la FIFA Catar 2022 sería su última aparición.
En septiembre de 2024, anuncia, a través de su cuenta de Twitter, su salida de Televisa, tras 47 años. 

### Videojuegos FIFA
Bermúdez fue el relator oficial de los populares videojuegos FIFA de EA Sports, en su versión para Latinoamérica, narrando desde el FIFA 06 hasta el FIFA 12. Y también fue relator de los dos videojuegos del Mundial de 2006 y del Mundial de 2010, junto con su compañero analista de Televisa Ricardo Peláez. Pero, tras el nombramiento de Peláez como presidente deportivo del Club América, el propio Bermúdez se encargó de anunciar su salida como narrador de la saga de videojuegos.

## Premios y distinciones
En la Copa Mundial de Catar 2022 fue reconocido por la FIFA y AIPS en el evento «Periodistas en el podio de la Copa Mundial de la FIFA 2022» por su trayectoria mundialista al haber cubierto 12 Copas del Mundo. Recibió el premio de las manos de Ronaldo Nazário, siendo junto con Fernando Schwartz de los primeros periodistas mexicanos en recibir tal distinción.
El 15 de octubre de 2024, antes del partido amistoso entre México y Estados Unidos en el estadio Akron, fue homenajeado por la Federación Mexicana de Fútbol por su trayectoria, sobre todo por narrar durante muchos años a la Selección Mexicana. 